# Nudaurelia emini
Nudaurelia emini is een vlinder uit de familie nachtpauwogen (Saturniidae), onderfamilie Saturniinae.
De wetenschappelijke naam van de soort is, als Antheraea emini, voor het eerst geldig gepubliceerd door Butler in 1888.

## Andere combinaties
- Antheraea emini Butler, 1888
  - Imbrasia emini (Butler, 1888)